# Свистоки
Свистоки́ (рос. Свистоки) — присілок у складі Орічівського району Кіровської області, Росія. Входить до складу Істобенського сільського поселення.
Населення становить 24 особи (2010, 26 у 2002).
Національний склад станом на 2002 рік — росіяни 96 %.